# 38268 Zenkert
38268 Zenkert este un asteroid din centura principală de asteroizi.

## Descriere
38268 Zenkert este un asteroid din centura principală de asteroizi. A fost descoperit pe 9 septembrie 1999 la Drebach de André Knöfel. El prezintă o orbită caracterizată de o semiaxă mare de 2,75 ua, o excentricitate de 0,08 și o înclinație de 4,9° în raport cu ecliptica.